# Regobarrosia aureogrisea
Regobarrosia aureogrisea är en fjärilsart som beskrevs av Rothschild 1909. Regobarrosia aureogrisea ingår i släktet Regobarrosia och familjen björnspinnare. Inga underarter finns listade.